# رادژپ ردژپوفسکی
رادژپ ردژپوفسکی (مقدونی: Реџеп Реџеповски؛ زادهٔ ۱۴ دسامبر ۱۹۶۲) بوکسور اهل یوگسلاوی بود.
وی در مسابقات کشوری و بین‌المللی در مجموع برندهٔ ۱ مدال نقره شده‌است.